# Yao Mawuko Sènaya
Yao Mawuko Sènaya (Lomé, 18 ottobre 1979) è un ex calciatore togolese, di ruolo difensore.

## Biografia
Suo figlio Marvin è anch'egli un calciatore.

## Caratteristiche tecniche
Terzino sinistro, poteva essere schierato anche come centrocampista.

## Carriera

### Nazionale
Ha debuttato in Nazionale il 12 febbraio 1998, in Togo-Ghana (2-1). Ha partecipato, con la Nazionale, alla Coppa d'Africa 1998 e alla Coppa d'Africa 2000. Ha collezionato in totale, con la maglia della Nazionale, 20 presenze.